# Подкаменка (Иркутская область)
Подкаменка — деревня в Качугском районе Иркутской области России. Входит в состав Бирюльского муниципального образования. Находится примерно в 35 км к востоку от районного центра.

## Население
По данным Всероссийской переписи, в 2010 году в деревне проживали 33 человека (17 мужчин и 16 женщин).